# إيرينا رودنينا
إيرينا رودنينا (Irina Rodnina) (الروسية: Ири́на Константи́новна Роднина) هي لاعبة أولمبية لرياضة التزلج الفني على الجليد من الاتحاد السوفيتي. شاركت في الأولمبياد الشتوي في 1972–1980، وفازت بما مجموعه 3 ميداليات.

## الميداليات
| ذهب | فضة | برونز | المجموع |
| 3   | 0   | 0     | 3       |

## روابط خارجية
- إيرينا رودنينا على موقع IMDb (الإنجليزية)
- إيرينا رودنينا على موقع الموسوعة البريطانية (الإنجليزية)
- إيرينا رودنينا على موقع مونزينجر (الألمانية)
- إيرينا رودنينا على موقع كينوبويسك (الروسية)
- إيرينا رودنينا على موقع اللجنة الأولمبية الدولية (الإنجليزية)
- إيرينا رودنينا على موقع أوليمبيديا (الإنجليزية)